# 博德明
博德明（英語：Bodmin）是英国西南部康沃尔郡一个民政教区及城镇，位于博德明高沼边缘一个贫瘠的荒原上，占地面积约207平方公里。中世纪因锡矿开采和贸易而繁荣。城镇的建筑多以当地的石材建造。